# Нікколо II д'Есте
Нікколо II д'Есте (італ. Niccolò II d'Este; 17 травня 1338 — 26 березня 1388) — маркіз Феррари у 1361—1388 роках. Першим з представників династії став займатися меценатством.

## Життєпис
Походив з династії Есте. Другий син Обіццо III, маркіза Феррари, сеньйора Парими, та Ліппи делла Аріості. Народився 1338 року в Феррарі. 1361 року після смерті старшого брата Альбрандіно III успадкував владу над Феррарою і Моденою. Невдовзі вступив до союзу з Падуєю, Вероною та Мантуєю, який організував Папський престол, спрямований проти Бернабо Вісконті, сеньйора Мілана. 1362 року пошлюбив Верде делла Скала, дочку Мастіно II делла Скала з Верони. 1363 року разом з іншими союзниками замирився з Вісконті.
На зустрічі у Вітербо 1367 року він забезпечив захист папи римського Урбана V, після того, як попередньо поїхав до Авіньйону, щоб запросити папу повернутися до Риму. Потім місто Реджо було відібрано у Фелтріно Гонзаґо і продано Бернабо Вісконті. Фаенца, яку він купив незадовго до цього, перейла до Асторре І Манфреді. В результаті йому вдалося зміцнити союзи з Папським престолом і Міланом.
Під час його правління Феррара почала набувати великої репутації і стала ставати чудовим містом. Маркіз допомагав прикрашати різні пам'ятники міста, наприклад, монастир Сан-Гульельмо. Для здійснення будівельних робіт взяв в Франческо I Гонзаґо, сеньйора Мантуї, взяв 25 тис. дукатів. Щедрий і зацікавлений культурою, Нікколо II приймав у Феррарі, принаймні, протягом 10 років Бенвенуто да Імола, вів дружбу з Петраркою.
1385 року відбулося потужне повстання містян Феррари, спрямоване проти підвищених податків. Під час придушення повстання загинув радник Нікколо II — Томазо да Тортоне. Переляканий цими подіями маркіз Феррари наказав спорудити масивний замок Кастелло Естенсе, зведення якого доручив архітектору Бартоліно да Новаро. Помер 1388 року. Йому спадкував брат Альберто.

## Родина
Дружина — Верде, донька Мастіно II делла Скала, сеньйора Верони
Діти:
- Таддеа (1365—1404), дружина Франческо II да Каррара, сеньйора Падуї